# Archamia pallida
Archamia pallida és una espècie de peix pertanyent a la família dels apogònids.

## Descripció
- Pot arribar a fer 4 cm de llargària màxima.
- 7 espines i 9 radis tous a l'aleta dorsal i 2 espines i 13-14 radis tous a l'anal.[2][3]

## Hàbitat
És un peix marí, associat als esculls i de clima tropical que viu fins als 12 m de fondària.

## Distribució geogràfica
Es troba a l'Índic occidental: la costa oriental de l'illa de Masira (Oman).

## Observacions
És inofensiu per als humans.